# Vi gris
Un vi gris, o un blanc de negres, és un vi rosat elaborat de forma que s'obté un color rosat pàl·lid, ataronjat i grisenc. Bàsicament s'aplica el procediment de vinificació del vi blanc a raïms negres.
Després de la verema el raïm negre es passa immediatament al premsat, sense una maceració prèvia. Això permet una difusió ràpida del color de la pellofa al most, deixant-los en contacte molt poc temps. Seguidament es vinifica com un vi blanc, fermentant el most filtrat sense més maceració. El vi obtingut és un vi jove fresc i fruitós.
El vi gris és tradicional a Lorena i Alsàcia, on s'elabora amb pinot negre o amb gamay. A Còrsega un terç de la producció és vi gris elaborat amb varietats autòctones. A la Xampanya s'utilitza el mateix procediment per elaborar el xampany blanc de negres. Si es comercialitza aquest vi a Catalunya, es recomana d'introduir la denominació «blanc de negres», comercialment més atractiva.

## Blanc de negres a Catalunya
La producció de blancs de negres a Catalunya és encara jove i limitada. Des de l'inici del segle xxi, la casa Marfíl (DO Alella) fa un Escumós Blanc de Negre Brut. El 2010, la casa Codorníu va començar la comercialització d'un primer cava blanc de negres Reina Maria Cristina Blanc de Noirs, a base de Pinot negre collit el 2008. El 2013, la cooperativa Sant Josep de Bot en va treure un am denominació de DO Terra Alta. Tot i que el volum de producció queda marginal, aquest mètode de vinificació sembla guanyar popularitat.